# غاري ماكجرو
غاري ماكجرو (بالإنجليزية: Gary McGraw)‏ هو عالم حاسوب أمريكي، ولد في 1966 في ميامي في الولايات المتحدة.